# Gonostoma

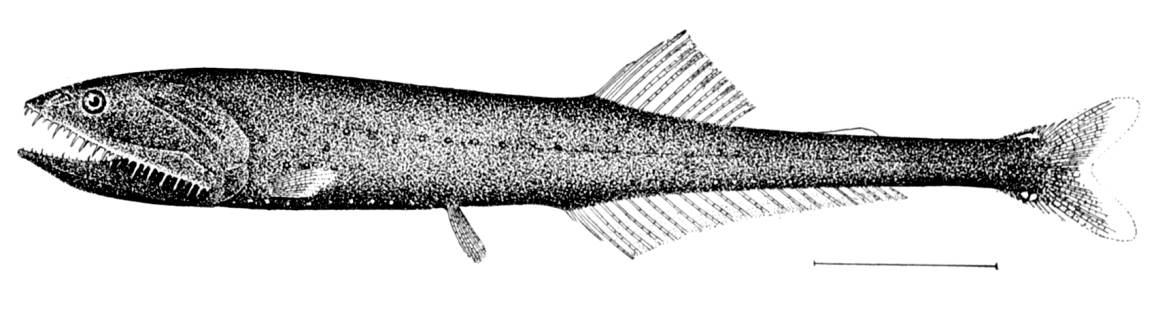
Gonostoma bathyphilum

Gonostoma és un gènere de peixos pertanyent a la família dels gonostomàtids.

## Taxonomia
- Gonostoma atlanticum (Norman, 1930)[2]
- Gonostoma denudatum (Rafinesque, 1810)[3]
- Gonostoma elongatum (Günther, 1878)[4][5]
- Gonostoma longipinnis (Mukhacheva, 1972)[6][7][8][9][10][11]